# Corruzione di minorenne
Il reato di corruzione di minorenne è un delitto previsto dal codice penale italiano all'art. 609 quinquies. Tale tipologia di reato rientra tra i delitti contro la persona, disciplinati nel Libro II, Titolo XII del codice.

## Storia
Il delitto è stato inserito nel codice penale dalla Legge 15 febbraio 1996 n. 66 e, successivamente, sostituito dalla legge 1 ottobre 2012 n. 172. Questo per la ratifica e l'esecuzione della Convenzione del Consiglio d’Europa per la protezione dei minori contro lo sfruttamento e l’abuso sessuale, siglata a Lanzarote il 25 ottobre 2007. La norma in oggetto ha lo scopo di proteggere e tutelare un sano e ordinato sviluppo psicofisico del minore infraquattordicenne, il quale potrebbe subire un trauma dal verificarsi dell'evento criminoso.

## Il reato

### Definizione
Il primo comma dell’art. 609 quinquies, e successive modifiche, dispone che:

_ "Chiunque compie atti sessuali in presenza di persona minore di anni 14, al fine di farla assistere, è punito con la reclusione da uno a cinque anni".
Precedentemente, era prevista la reclusione da 6 mesi a 3 anni.
Nei successivi commi dell'articolo 609 quinquies si prevede anche:
_ Uso di materiale pornografico:
"Salvo che il fatto costituisca più grave reato, alla stessa pena di cui al primo comma soggiace chiunque fa assistere una persona minore di anni 14 al compimento di atti sessuali, ovvero mostra alla medesima materiale pornografico, al fine di indurla a compiere o a subire atti sessuali".
_ Ignoranza dell'età dell'offeso:

"Il colpevole non può invocare a propria scusa l’ignoranza dell’età della persona offesa, salvo che si tratti di ignoranza inevitabile".

### Aggravanti e attenuanti
Successive pronunce della Corte di cassazione hanno stabilito, inoltre, che si escludono come causa di giustificazione (circostanze attenuanti) sia la presenza consenziente, sia la soddisfazione erotica del minore stesso.
Il terzo comma dell’art. 609 quinquies elenca i casi in cui è previsto un aumento della pena per le eventuali circostanze aggravanti. In particolare:

1) il reato è commesso da più persone riunite

2) il reato è commesso in associazione per delinquere

3) il reato è commesso con violenze gravi

4) quando il colpevole sia: "l’ascendente, il genitore, anche adottivo, o il di lui convivente, il tutore, ovvero altra persona cui, per ragioni di cura, di educazione, di istruzione, di vigilanza o di custodia, il minore è affidato, o che abbia con quest’ultimo una relazione di stabile convivenza".

### Pene
Eventuali pene accessorie per i responsabili di tali reati, su richiesta delle parti, possono essere:

1) la perdita della responsabilità genitoriale

2) l’interdizione perpetua da qualsiasi ufficio attinente 

3) la perdita del diritto agli alimenti e/o dell'eredità

4) l’interdizione temporanea dai pubblici uffici

5) la sospensione dall’esercizio di una professione o di un’arte.

Inoltre può essere prevista l'applicazione delle seguenti misure di sicurezza personali:

1) l’eventuale imposizione di restrizione dei movimenti e della libera circolazione, nonché il divieto di avvicinarsi a luoghi frequentati abitualmente da minori

2) il divieto di svolgere lavori che prevedano un contatto abituale con minori

3) l’obbligo di tenere informati gli organi di polizia sulla propria residenza e sugli eventuali spostamenti.

"Chiunque viola le disposizioni previste dal terzo comma è soggetto alla pena della reclusione fino a tre anni".